# Mickaël Landreau
Mickaël Landreau (ur. 14 maja 1979 w Machecoul) – francuski piłkarz występujący podczas kariery na pozycji bramkarza. Trener piłkarski.

## Kariera klubowa
Mickaël Landreau zawodową karierę rozpoczynał w 1996 roku w FC Nantes. W zespole „Kanarków” zadebiutował w zremisowanym 0:0 spotkaniu przeciwko SC Bastia. Od razu wywalczył sobie miejsce w podstawowej jedenastce, którego jak się później okazało, nie oddał przez kolejne dziesięć sezonów spędzonych na Stade de la Beaujoire. W 1999 i 2000 roku francuski bramkarz wraz z Nantes zdobył Puchar Francji, a w 2001 roku sięgnął po pierwszy w swojej karierze tytuł mistrza kraju. Po zakończeniu sezonu 2005/2006 Landreau nie przedłużył wygasającego kontraktu z francuską drużyną i opuścił Nantes. Łącznie rozegrał dla niego 335 ligowych meczów.
15 maja 2006 roku Francuz przeniósł się do Paris Saint-Germain. Na Parc des Princes miał zastąpić Lionela Letiziego, który trafił do Rangers. Z ekipą PSG Mickaël podpisał czteroletnią umowę. W pierwszym sezonie występów w nowej drużynie Landreau zagrał we wszystkich 38 pojedynkach, jednak Paris Saint-Germain ligowe zmagania zakończyło dopiero na piętnastym miejscu w ligowej tabeli. W kolejnych rozgrywkach Francuz ponownie wystąpił we wszystkich 38 spotkaniach rozgrywek, a PSG w lidze uplasowało się na szesnastej pozycji.
Pod koniec czerwca 2009 roku piłkarz odszedł do Lille OSC, z którym podpisał trzyletnią umowę. Do PSG sprowadzono w zamian za niego Grégory’ego Coupet. W nowym klubie Landreau początkowo był rezerwowym dla Ludovica Butelle, a następnie podstawowym bramkarzem w drużynie.
W grudniu 2012 roku Landreau rozwiązał kontrakt za porozumieniem stron z Lille OSC, po czym podpisał półroczną umowę z francuskim klubem SC Bastia, w którym skończył sezon. SC Bastia był jego ostatnim klubem, ponieważ w 2014 roku zakończył piłkarską karierę.
| Sezon   | Klub                | Rozgrywki | Rozgrywki  | Mecze | Bramki | Rozgrywki Europy   | Mecze | Bramki |
| ------- | ------------------- | --------- | ---------- | ----- | ------ | ------------------ | ----- | ------ |
| 1996/97 | FC Nantes           | Francja   | Division 1 | 29    | 0      | –                  | –     | –      |
| 1997/98 | FC Nantes           | Francja   | Division 1 | 33    | 0      | Liga Europy UEFA   | 2     | 0      |
| 1998/99 | FC Nantes           | Francja   | Division 1 | 31    | 0      | –                  | –     | –      |
| 1999/00 | FC Nantes           | Francja   | Division 1 | 33    | 0      | Liga Europy UEFA   | 6     | 0      |
| 2000/01 | FC Nantes           | Francja   | Division 1 | 33    | 0      | Liga Europy UEFA   | 8     | 0      |
| 2001/02 | FC Nantes           | Francja   | Division 1 | 33    | 0      | Liga Mistrzów UEFA | 11    | 0      |
| 2002/03 | FC Nantes           | Francja   | Ligue 1    | 36    | 0      | –                  | –     | –      |
| 2003/04 | FC Nantes           | Francja   | Ligue 1    | 34    | 0      | –                  | –     | –      |
| 2004/05 | FC Nantes           | Francja   | Ligue 1    | 37    | 0      | –                  | –     | –      |
| 2005/06 | FC Nantes           | Francja   | Ligue 1    | 36    | 0      | –                  | –     | –      |
| 2006/07 | Paris Saint-Germain | Francja   | Ligue 1    | 38    | 0      | Liga Europy UEFA   | 10    | 0      |
| 2007/08 | Paris Saint-Germain | Francja   | Ligue 1    | 38    | 0      | –                  | –     | –      |
| 2008/09 | Paris Saint-Germain | Francja   | Ligue 1    | 38    | 0      | Liga Europy UEFA   | 10    | 0      |
| 2009/10 | Lille OSC           | Francja   | Ligue 1    | 28    | 0      | Liga Europy UEFA   | 7     | 0      |
| 2010/11 | Lille OSC           | Francja   | Ligue 1    | 38    | 0      | Liga Europy UEFA   | 9     | 0      |
| 2011/12 | Lille OSC           | Francja   | Ligue 1    | 38    | 0      | Liga Mistrzów UEFA | 5     | 0      |
| 2012/13 | Lille OSC           | Francja   | Ligue 1    | 15    | 0      | Liga Mistrzów UEFA | 6     | 0      |
| 2012/13 | SC Bastia           | Francja   | Ligue 1    | 19    | 0      | –                  | –     | –      |
| 2013/14 | SC Bastia           | Francja   | Ligue 1    | 33    | 0      | –                  | –     | –      |

## Kariera reprezentacyjna
W 1997 roku Landreau razem z reprezentacją Francji do lat 20 wystąpił na młodzieżowych mistrzostwach świata, na których Francuzi dotarli do ćwierćfinału. W dorosłej kadrze zadebiutował 3 czerwca 2001 roku w wygranym 4:0 meczu przeciwko Meksykowi w rozgrywkach Pucharu Konfederacji.
W 2004 roku Landreau dostał powołanie od Jacques’a Santiniego na mistrzostwa Europy. Francuzi w 1/4 finału musieli jednak uznać wyższość późniejszych triumfatorów turnieju – Greków. Na imprezie tej Landreau pełnił rolę trzeciego bramkarza i nie zagrał w żadnych pojedynku. Kolejną wielką imprezą w karierze Francuza były Mistrzostwa Świata 2006. „Trójkolorowi” wywalczyli na nich srebrny medal przegrywając w meczu finałowym z Włochami po rzutach karnych. Na mundialu tym Mickaël był zmiennikiem dla Fabiena Bartheza i nie rozegrał ani minuty.